# The Wrestling Channel
The Wrestling Channel, später The Fight Network U.K., war ein englisch-irischer Spartensender des kanadischen The Fight Network, auf dem zwischen 2004 und 2008 überwiegend Wrestling und anderer Kampfsport lief. Unter anderem zeigte der Sender einige Shows der Wrestling-Promotion World Wrestling Entertainment (WWE), TNA iMPACT (Total Nonstop Action Wrestling), sowie UFC. Dazu kamen mexikanische, japanische und europäische Wrestling-Ligen. Strahlte der Sender 2004 noch ausschließlich Wrestling aus, ergänzte er dieses Programm bald um Call-in-Gewinnspiele und Erotiksendungen. Später nahm er dann auch Mixed-Martial-Arts-Programme anstelle der Telefonsendungen auf. Nach dem Kauf durch The Fight Network schließlich spielte er fast ausschließlich Mixed Martial Arts ab. Im Vereinigten Königreich wurde der Sender über Satellit im Rahmen von Sky Digital ausgestrahlt.